# Police Chemia
Police Chemia – kolejowa stacja towarowa położona w pobliżu skrzyżowania ul. Kuźnickiej z ul. Piotra i Pawła, już poza granicami administracyjnymi Polic, ok. 1,5 km na północ w linii prostej od wsi Trzeszczyn, w gminie Police, w powiecie polickim, w województwie zachodniopomorskim. Stacja obsługuje Zakłady Chemiczne Police. Pełni funkcję zdawczo-odbiorczą i posiada górkę rozrządową.